# Brit Mæhlum
Brit Kirsten Mæhlum (* 1957 in Dokka) ist eine norwegische Linguistin. Sie ist Professorin für nordische Sprachwissenschaft an der Technisch-Naturwissenschaftlichen Universität Norwegens (NTNU) in Trondheim.
Ihren Masterabschluss machte sie 1984 an der Universität Oslo. 1991 erreichte sie ihren Doktorgrad an der Universität Tromsø – Norwegens Arktische Universität. Seit 1992 ist sie an der NTNU angestellt, zunächst am Institutt for nordistikk og litteraturvitenskap („Institut für Nordistik und Literaturwissenschaft“), das sie von 1999 bis 2001 leitete, und seit 2015 am Institutt for språk og litteratur („Institut für Sprache und Literatur“). Seit 1995 ist sie Professorin für nordische Sprachwissenschaft und seit 2018 hat sie eine Professor II-stilling an der Nord Universität in Bodø inne. Brit Mæhlum unterrichtet verschiedene Fächer innerhalb der skandinavischen Linguistik, die meisten in Anknüpfung an ihr Spezialgebiet, die Soziolinguistik, im weiteren Verständnis.
Von 2016 bis 2018 war sie Redaktionsmitglied im Buchprojekt Norsk språkhistorie. Ei ny språkhistorie i fire bind („Norwegische Sprachgeschichte. Eine neue Sprachgeschichte in vier Bänden“); sie ist die Herausgeberin des zweiten Bandes. Brit Mæhlum ist Mitglied und ehemalige Leiterin des norwegischen Netzwerks SONE (Sosiolingvistisk nettverk – „Soziolinguistisches Netzwerk“). Sie war Leiterin des Projekts Utviklingprosesser i Urbane Språkmiljøer („Entwicklungsprozesse in städtischen Sprachumgebungen“), das von 2005 bis 2010 lief. Außerdem ist sie Mitglied des Advisory Board für das Projekt Language and Place – Linguistic Variation in Urban and Rural Denmark („Sprache und Ort – Linguistische Variation im städtischen und ländlichen Dänemark“) an der Universität Kopenhagen.
Ihre Forschungsinteressen sind Dialektgebrauch und -veränderung in Norwegen, Minderheitensprachen mit besonderem Fokus auf Samisch, das Verhältnis zwischen National- und „Globalsprache“, Sprachgeschichte und historische Linguistik, sprachliche Ideologien sowie Wissenschaftstheorie und die Geschichte der Linguistik.

## Publikationen (Auswahl)
- Språklige variasjonsmønstre hos innflyttere i Oslo. Novus forlag, Oslo 1986 (norwegisch, Masterarbeit).
- Dialektal sosialisering. En studie av barn og ungdoms språklige strategier i Longyearbyen på Svalbard (= Tromsø-studier i språkvitenskap. Band 12). Novus forlag, Oslo 1992, ISBN 978-82-7099-199-0 (norwegisch, 398 S., Dissertation).
- Semi-migration in the Arctic – a theoretical perspective on the dialect strategies of children on Spitsbergen. In: Sture Ureland und Iain Clarkson (Hrsg.): Language contact across the North Atlantic. Max Niemeyer Verlag, Tübingen 1996, S. 313–331 (englisch).
- Mellom Skylla og Kharybdis. Forklaringsbegreper i historisk språkvitenskap. Essay. Novus forlag, Oslo 1999, ISBN 978-82-7099-309-3 (norwegisch, 229 S.).
- Konfrontasjoner. Når språk møtes. Novus forlag, Oslo 2007, ISBN 978-82-7099-460-1 (norwegisch, 221 S.).
- Det norske dialektlandskapet. Innføring i studiet av dialekter. Cappelen Damm Akademisk, Oslo 2012, ISBN 978-82-02-34941-7 (norwegisch, Lehrbuch, zusammen mit Unn Røyneland geschrieben).
- Innganger til språkvitenskap. Teori, metode og faghistorie. Cappelen Damm Akademisk, Oslo 2017, ISBN 978-82-02-45920-8 (norwegisch, Lehrbuch, zusammen mit Stian Hårstad und Terje Lohndal geschrieben).
- Brit Mæhlum (Hrsg.): Norsk språkhistorie: 2. Praksis. Novus forlag, Oslo 2018, ISBN 978-82-7099-848-7 (norwegisch, 684 S., Herausgeber des gesamten vierbändigen Werks Norsk språkhistorie (NSH) sind Helge Sandøy und Agnete Nesse).
- Southern Saami Language and Culture – Between Stigma and Pride, Tradition and Modernity. In: Håkon Hermanstrand, Asbjørn Kolberg, Trond Risto Nilssen und Leiv Sem (Hrsg.): The Indigenous Identity of the South Saami. Historical and Political Perspectives on a Minority within a Minority. Springer, Cham 2019, S. 17–28, doi:10.1007/978-3-030-05029-0_2 (englisch, NTNU Open [abgerufen am 14. Oktober 2020]).